# Psoa quadrisignata
Psoa quadrisignata är en skalbaggsart som först beskrevs av Horn 1868.  Psoa quadrisignata ingår i släktet Psoa och familjen kapuschongbaggar. Inga underarter finns listade i Catalogue of Life.

## Bildgalleri

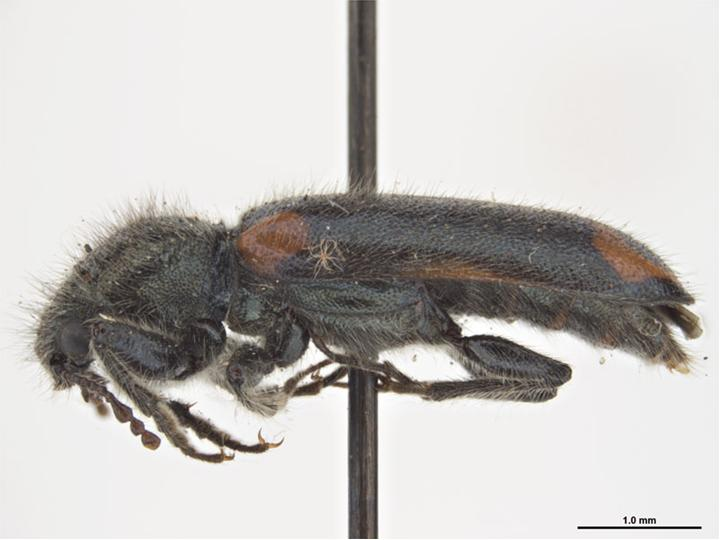